# 小行星11876
小行星11876（11876 Doncarpenter）是一颗绕太阳运转的小行星，为主小行星带小行星。该小行星于1990年3月2日发现。

## 轨道参数
小行星11876的轨道半长轴为2.4307567 UA，离心率为0.156。